# المراكز الإفريقية لمكافحة الأمراض والوقاية منها

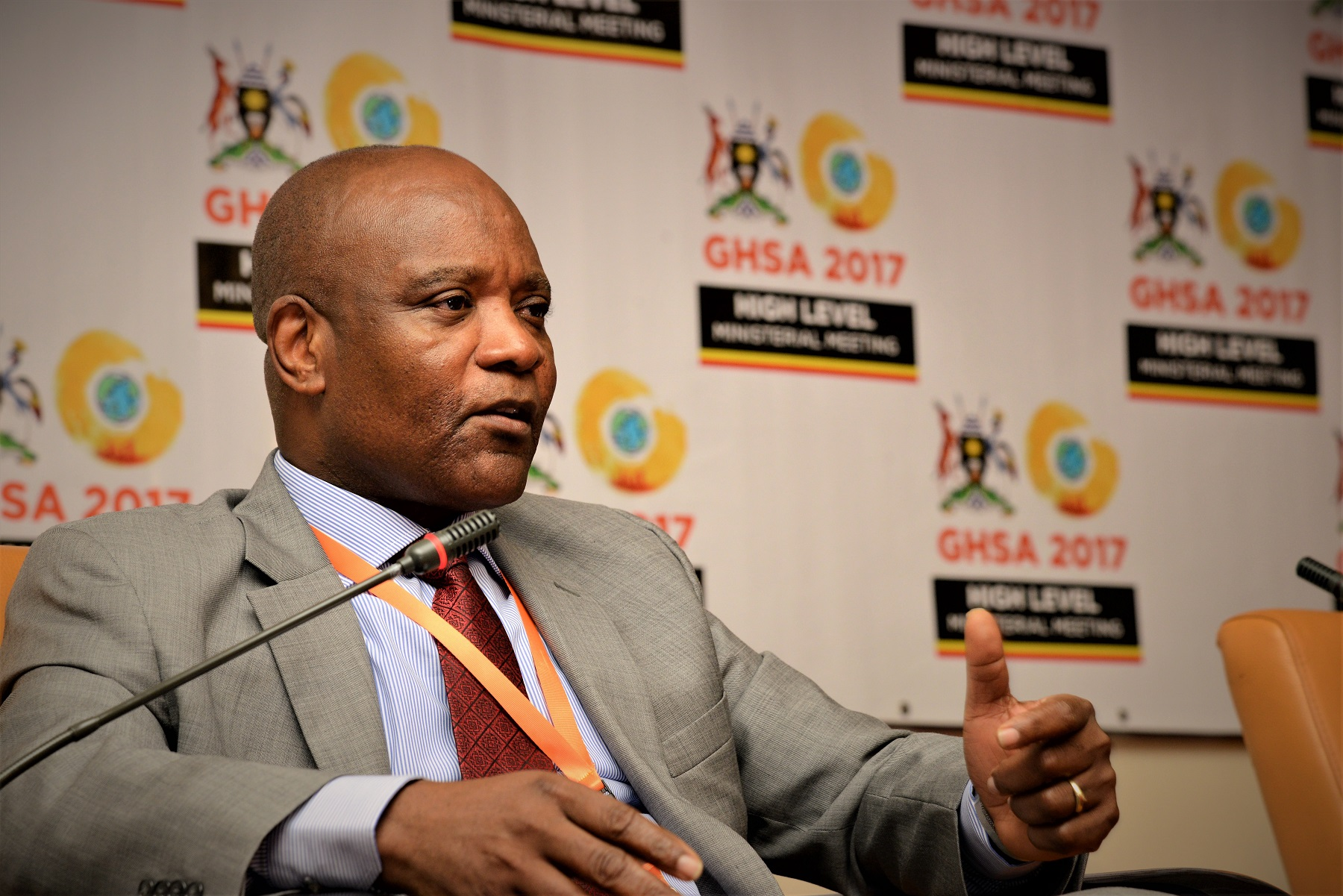

المراكز الأفريقية لمكافحة الأمراض والوقاية منها (Africa CDC) هي وكالة صحة عامة تابعة للاتحاد الأفريقي لدعم مبادرات الصحة العامة في الدول الأعضاء، بالإضافة إلى تعزيز قدرة مؤسساتها الصحية على التعامل مع تهديدات الأمراض. وتأسست في يناير 2016 وتم إطلاقها رسميًا في يناير 2017. يشغب جان كاسيا منصب المدير العام لها.

## تاريخ المراكز الأفريقية لمكافحة الأمراض والوقاية منها
تم إنشاء مركز السيطرة على الأمراض في أفريقيا في يناير 2016 من قبل الجمعية العادية السادسة والعشرين لرؤساء الدول والحكومات، وذلك لتحسين التنسيق بين المؤسسات الصحية بين الدول الأعضاء في الاتحاد الأفريقي في التعامل مع تهديدات الأمراض. ونظرت الدول الأعضاء في الاتحاد الأفريقي أولاً في فكرة إنشاء وكالة للصحة العامة على مستوى القارة في عام 2013. وفي يوليو 2015 اعتمد النظام الأساسي لمراكز مكافحة الأمراض والوقاية منها في أفريقيا من خلال اجتماع وزراء الصحة للاتحاد الأفريقي في مالابو، والذي دعا إلى التعقب السريع لإنشاء المؤسسة.وبذلك تم إطلاق الوكالة رسميًا في يناير 2017.

## جائحة COVID-19 لعام 2019-20
لقد لعب مركز السيطرة على الأمراض في إفريقيا دورًا في الاستجابة لوباء COVID-19 العالمي 2019-2020، والذي أثر على أفريقيا في أوائل أبريل 2020، وأدان المدير الدكتور جون نكينجاسونج التصريحات التي أدلى بها العالمان الفرنسيان الأستاذان جان بول ميرا وكاميل لوكت وهذه التصريحات تقترح اختبار لقاح السل المحتمل للفيروس التاجي في إفريقيا باعتباره «مثيرًا للاشمئزاز وعنصري». وبالمقابل اعتذرت الدكتورة ميرا منذ ذلك الحين عن ملاحظاته.
في 2 مايو 2020 أكد مركز مكافحة الأمراض والوقاية منها في أفريقيا أن COVID-19 قد انتشر في 53 دولة أفريقية، وهناك ما يقرب من 40000 حالة، وحوالي 1700 حالة وفاة، وأكثر من 13000 حالة شفاء. كما عمل مركز السيطرة على الأمراض في إفريقيا مع مؤسسة جاك ما لتوزيع مجموعات اختبار COVID-19 في جميع أنحاء القارة. وفي 7 مايو اعترض الدكتور نكينجاسونج على انتقاد الرئيس التنزاني جون ماجوفولي بأن هذه الاختبارات كانت خاطئة وأعطت الكثير من الإيجابيات الزائفة.

## الهيكل التنظيمي
```
يقع مركز CDC الأفريقي في مركز تنسيق CDC الأفريقي في 
أديس أبابا
 في 
إثيوبيا
، والذي يحتوي أيضًا على مركز عمليات الطوارئ للوكالة. [3] [4] ويقود الوكالة المدير الدكتور جون نكينجاسونج ونائب المدير أحمد أوجويل أوما. بالإضافة إلى مكتبها التنفيذي ومكتب العلوم والبرامج، كما ولدى الوكالة أيضًا العديد من الأقسام التي تتعامل مع "السياسة والدبلوماسية الصحية والاتصالات" و "التنظيم والإدارة" و "المراقبة وذكاء المرض" و "أنظمة وشبكات المختبر" التأهب والاستجابة للطوارئ، "و" معاهد وبحوث الصحة العامة ".
[
17
]
```

ولدى مراكز مكافحة الأمراض والوقاية منها في أفريقيا مراكز تعاون إقليمية في مصر ونيجيريا والغابون وزامبيا وكينيا؛ والتي تغطي شمال أفريقيا وغرب أفريقيا ووسط أفريقيا والجنوب الأفريقي وشرق أفريقيا على التوالي.ويدير مركز السيطرة على الأمراض في إفريقيا أيضًا معهدًا متخصصًا في الاستخبارات الجينومية المسببة للأمراض ومعهدًا لتنمية القوى العاملة.